# Crítias (diàleg)

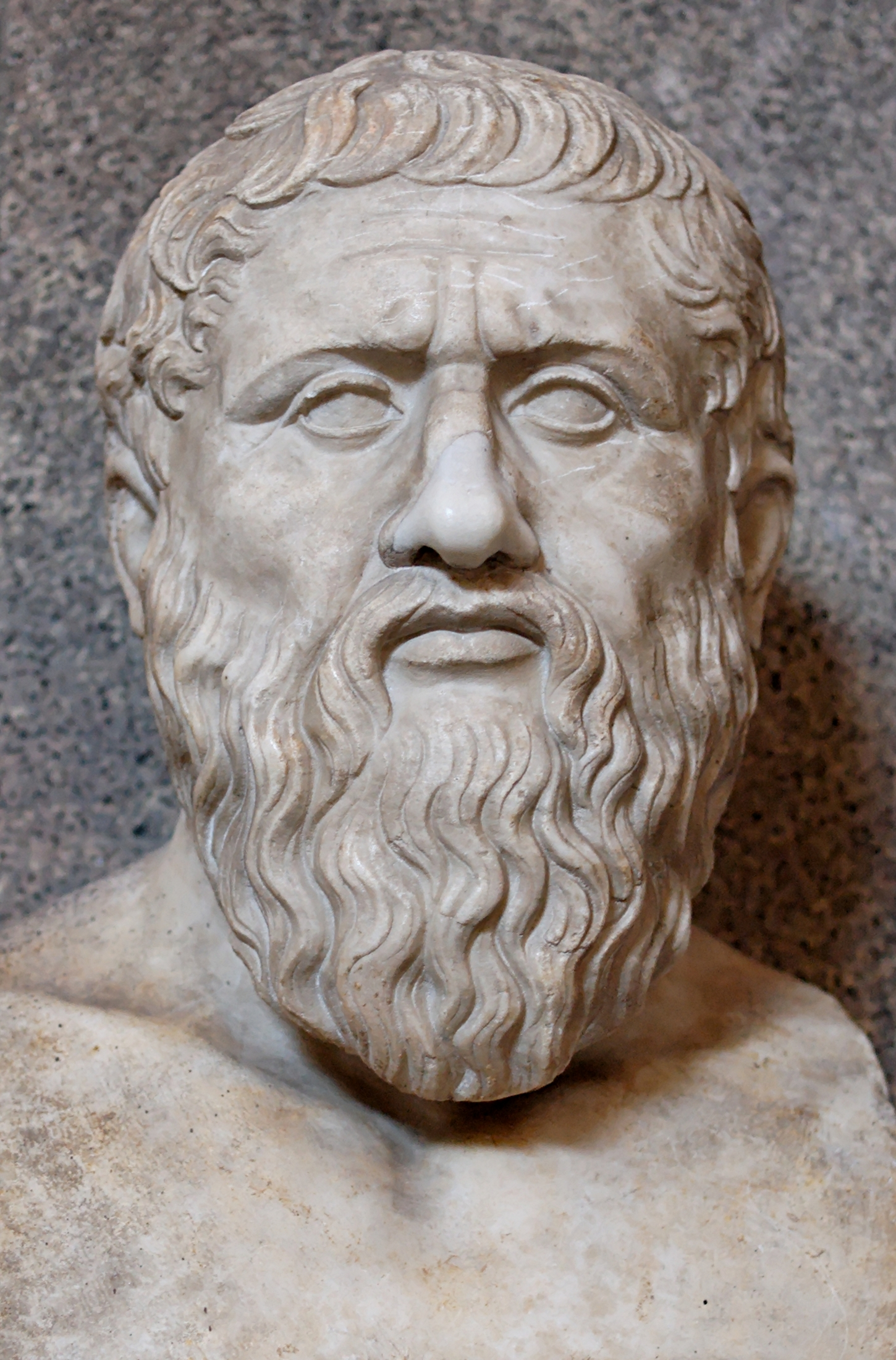
Plató.

Crítias, o L'Atlàntida és un dels últims diàlegs de Plató. Sembla ser una continuació de La República i el Timeu, és de caràcter inconclús i el seu contingut descriu la guerra entre l'Atenes prehel·lènica i l'Atlàntida, hipotètic imperi occidental i illa misteriosa descrita per Crítias. El sofista sosté que l'Atlàntida va existir en una època molt remota, i la situa més enllà de les columnes d'Hèrcules. Aquesta illa mitològica va ser engolida pel mar i es va perdre per sempre.

## Contingut
El contingut del diàleg inconclús remet a la geografia i organització política de les forces enfrontades, sent evident en el cas d'Atenes, però no l'Atlàntida, objecte de múltiples hipòtesis al llarg de la història. En un intent de copsar la seva oculta verificabilitat i etern hermetisme s'han dilucidat plantejaments que van des de la consideració aproximada a la literalitat de Plató fins a la ubicació més variada, arribant-se fins i tot a considerar l'existència de múltiples Atlàntides. Sense excloure per això la crítica fonamentada en jutjar l'obra recopilada per Soló un producte del simbolisme, la mitologia, o la projecció històrica del món de les idees de l'autor.
Des d'aquest últim posicionament és interessant entreveure, tal com fa explícit J. O. Thompson, la interpretació que realitza Plató de la constitució atenenca atribuint-la a l'Atenes prehel·lènic. De la mateixa manera procediria amb les corresponents lacedemònia o persa, font des de la qual ens descriuria l'Atlàntida.

## Autenticitat
A causa de l'estreta unió del Crítias amb el Timeu, la seva autenticitat no s'ha posat en dubte, considerant cronològicament posterior, i suggerint com a teoria explicativa de la seva abrupta interrupció l'inici del seu següent diàleg, Lleis, o bé al seu caràcter intencional.

## El Crítias com exposició platònica de la història
A la similitud de l'ordre polític expressat al Timeu i el Crítias amb La República, és ressaltable justament per tot el contrari el contrast existent entre el present diàleg i un altre dels diàlegs de Plató, El Polític.
Seguint inicialment a H. Herter i K. Gaiser respecte de la relació existent entre l'Atenes prehel·lènic i El Polític, es poden establir les següents diferències:
- Al Polític es parla d'una Atenes ubicada mitològicament a l'època de Cronos, on el gènere humà conviu sota la guia directa dels déus. El final d'aquesta pinzellada històrica culmina amb un cataclisme de caràcter universal que modifica la naturalesa del Cosmos.
- Al Crítias també es fa referència a una Atenes primigènia, però Plató la situa a posteriori, és a dir, en el període de Zeus, o època històricament consecutiva a l'enderrocament de Cronos per Zeus, el seu fill. El gènere humà ja no es troba tutelat per la cohort divina sinó sota la guia de l'Estat atenès, que construeix el govern dels filòsofs. El final tampoc serà de caràcter universal, ja que després del cataclisme s'esmenta la continuïtat històrica d'Egipte al Timeu.

En conclusió, comparant les dades establerts i tenint en compte els plantejaments filosòfic-històrics de Plató, es dedueix que:
| «                             | Hi ha un avanç progressiu de la dissolució en el món i un allunyament cada vegada més gran de l'ordre i la unitat ... cada període històric és una imitació de l'anterior i de la mateixa manera reflex cada vegada més imperfecte de la immutabilitat del món ideal. | » |
| — Francisco Lisi,Introducció. | |   |

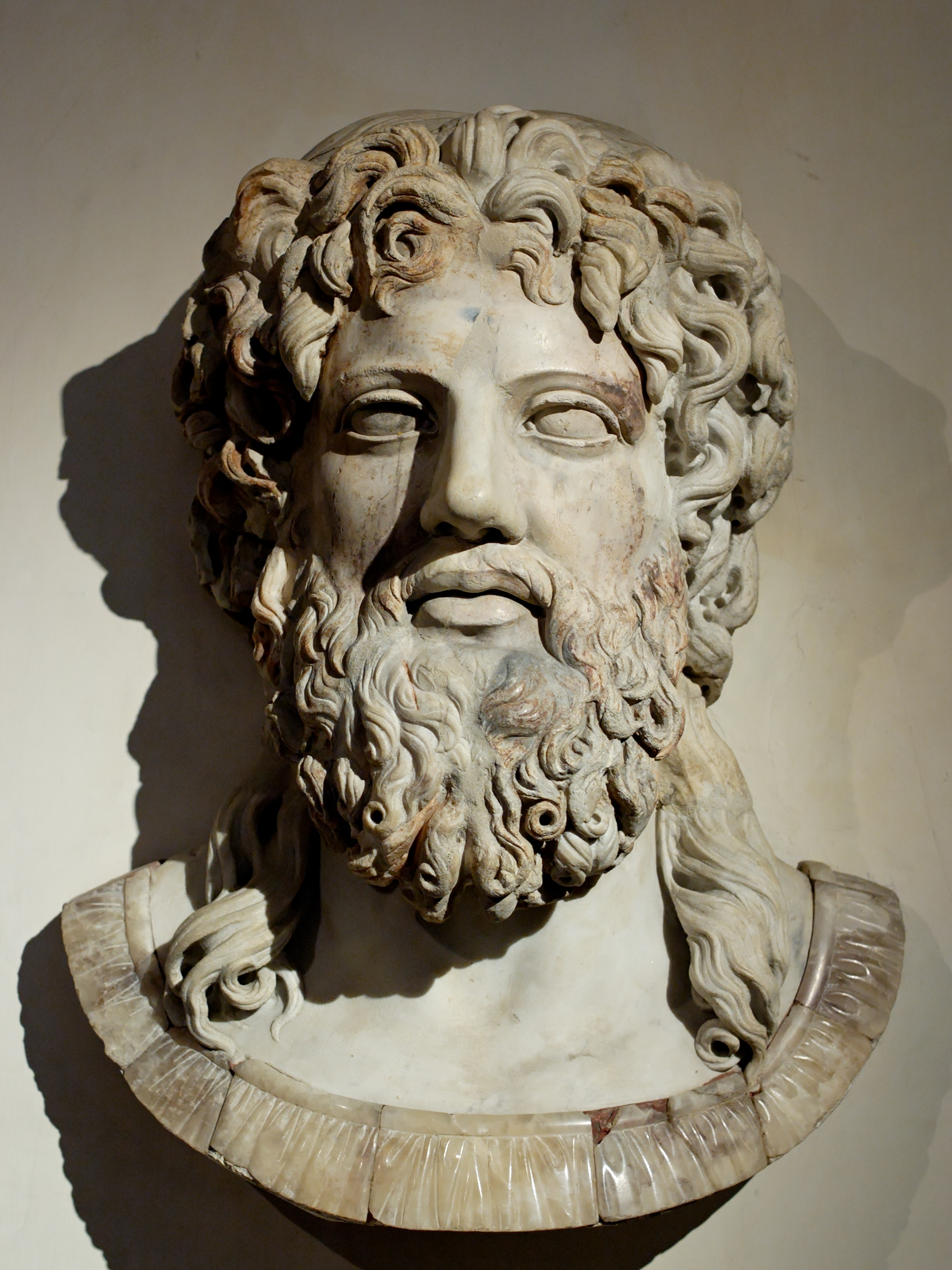
Zeus.

Aquesta decadència només és interrompuda pel Demiürg, just en el moment en què l'Univers es dissol en la polaritat oposada a la unitat, és a dir, a la Diferència.
Amb el que Plató ens està volent dir que hi ha dos cicles històrics diferents:
- Un seria realment ahistòric, ja que reflectiria el món de les Idees en plantejar la convivència divina i humana, i aquesta última el més propera possible a la unicitat ideal i, per tant, a l'absència real de la necessitat de l'esdevenir. Parlaria llavors de l'època de Cronosal Polític.
- El segon cicle seria justament el contrari. La ruptura del món pristi de les Idees i l'aparició de la història tal com la coneixem, en un progressiu allunyament de l'ordre i en un abandonament de tota organització social en què els béns eren propietat comuna i es feia innecessària qualsevol forma d'Estat (Lleis). D'aquí l'origen conseqüent d'un govern, la presència no era requerit quan els déus tutelar els homes. El Crítias i el període de Zeus se situarien a l'inici d'aquest segon cicle.

Per tant, en l'elaboració del Crítias concorren dos elements de fons que fonamenten la seva història:
- L'ús de la mitologia grega.[8]
- Introducció de les bases històric-polític-filosòfiques de la teoria de Plató.

D'això es dedueix que encara que el contingut del diàleg de l'Atlàntida pugui justificar a través del que s'ha exposat, la verificabilitat esmentada inicialment sobre la inexistència o no de l'imperi rival d'Atenes i la seva ubicació geogràfica real, no es pot posar en dubte perquè no es disposa de criteris cap a la seva desestimació completa. Al seu mer valor com a ingredient d'una exposició històric-filosòfica se li podria unir una altra possibilitat:la de l'argumentació del relat partint al seu torn de l'existència real del mite. Només l'aportació futur de proves consistents podrà donar sortida a posicionaments i propostes tan variats. Mentrestant persistirà el seu interès i valor filosòfics.

## Manuscrits
La tradició manuscrita, és a dir, les fonts primàries des de les que ens podem remuntar als textos originals, remet al Parisinus Graecus 1807 [A] com manuscrit principal del Crítias.
Això no obstant, el Vindobonensis 55 [F] conté lliçons interessants, mentre que el Vaticanus 228 i el Venetus 184 són només variants de rellevància.

## Personatges
A més de Sòcrates intervenen Timeu, Crítias i Hermòcrates.

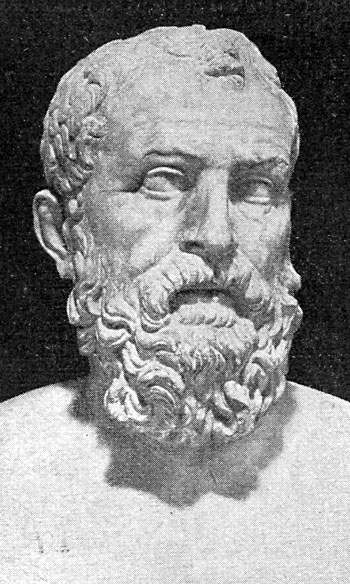
Soló.

- Timeu:l'única informació autèntica de la qual es disposa la proporciona el diàleg immediatament anterior, el Timeu, que com sabem és un binomi literari amb el present Crítias.[9] S'hi fa referència a un destacat ciutadà de Lòcrida que uneix domini en política i filosofia, destacant sobretot en astronomia i cosmologia.[10] Es dedueix del seu origen italià una afiliació filosòfica amb l'oest.

- Crítias:les referències a la seva edat mostren que realment es tractava de l'avi de Plató.[9] Com sabem pel Timeu, Plató és l'única autoritat sobre el relat de l'imperi Atlàntida. Aquest s'origina en els sacerdots egipcis dels quals ho aprendrà Soló, que al seu torn el narra al seu contemporani Crítias, el qual, amb noranta anys, el repetirà en presència del seu net, el narrador del Timeu-Crítias, comptant en aquells al voltant de deu anys.[11]

- Hermòcrates:és identificable amb el general siracusà, elogiat per Tucídides, que va anticipar i va derrotar l'animadversió atenenca contra Sicília. Va ser sogre de Dionís II.[9]

## Estructura i desenvolupament
Es constaten quatre parts ben definides:

### I. Introducció (106-109)

#### Dificultats de l'objecte d'exposició (106-108)
Després de finalitzar Timeu el seu discurs previ, i després invocar el Déu que acaba de néixer en el nostre relat, cedeix a Crítias el torn de la seva exposició, no sense abans ludir a la ciència com a instrument de tota correcta dissertació. No obstant això, Crítias demana a Sòcrates major benevolència, ja que el pas del que és diví a allò humà, així com la seva dificultat intrínseca, comporten un increment en el judici de l'auditori, en estar més familiaritzat.

#### Invocació de Crítias aMnemòsine(108-d)
La concessió socràtica anirà acompanyada de la presa de consciència respecte de l'alta consideració atorgada prèviament a Timeu. Crítias invoca llavors a diversos déus, entre ells Apol·lo, les Muses i, especialment, a la mare de totes elles, Mnemòsine, deessa del record i la memòria.

#### Resum introductori (108è-109)
Després de recordar que el temps transcorregut des que va esclatar la guerra entre l'Atenes primigènia i l'imperi Atlàntida va ser de 9.000 anys, Crítias anuncia la seva descripció dels ordres polítics imperants aleshores en ambdues forces enfrontades, començant per Àtica.

### II. Descripció de l'ordre polític d'Atenes(109b-112b)

#### Atribució d'ÀticaaAteneaiHefest(109b-110c)

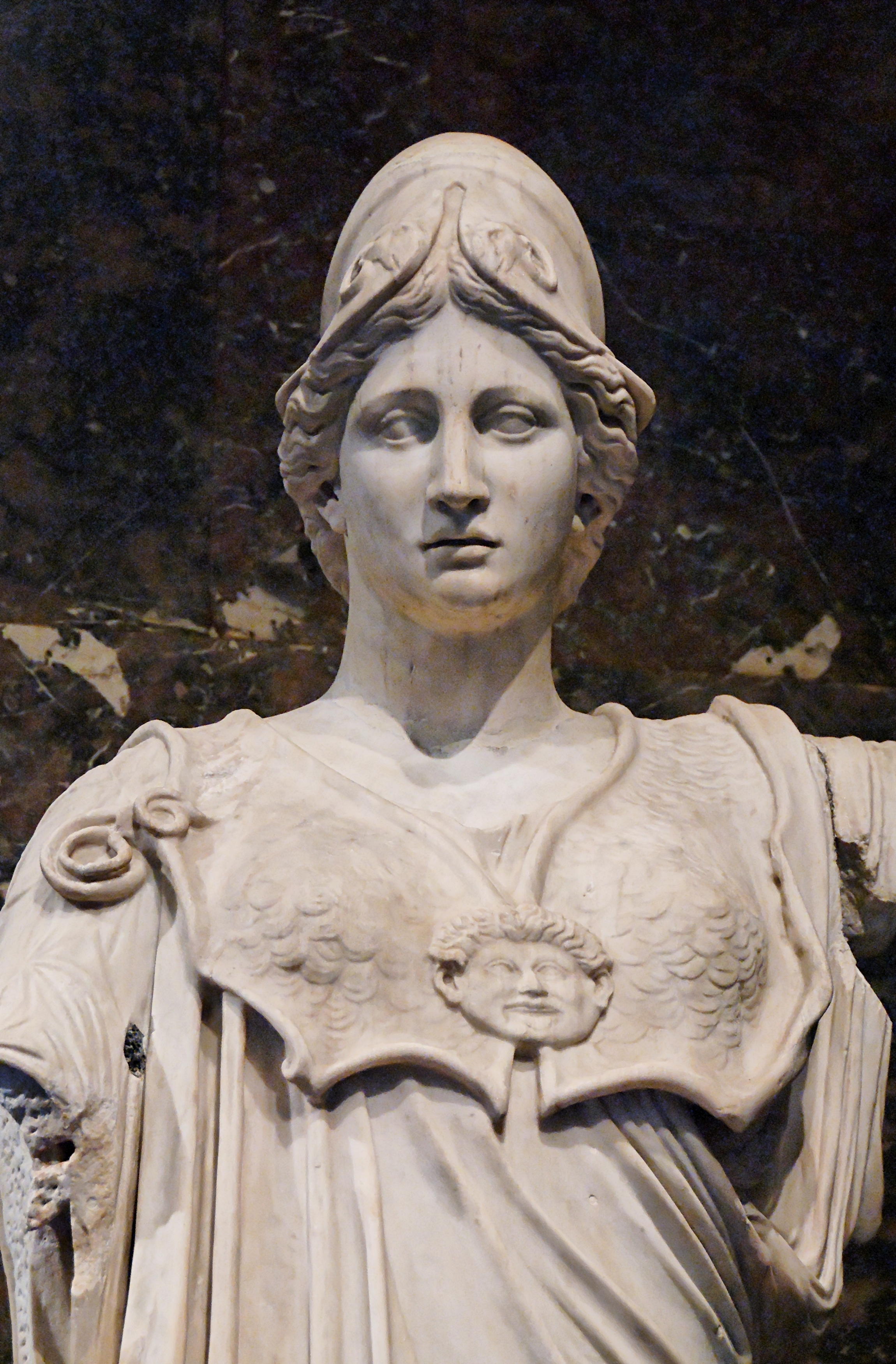
Atenea.

En una ocasió, els déus van distribuir per mitjà de la sort de la justícia totes les regions de la terra, davant la disjuntiva prèvia de saber el que li convenia a cada un però no voler recórrer a l'apropiació a través de la disputa. Després de l'adjudicació i la corresponent ocupació ens criaven com els seus ramats i animals, actuant sobre l'ànima per mitjà de la convicció com si fos un timó, segons la seva pròpia intenció, i així conduïen i governaven tot ésser mortal ' '.
Hefest i Atenea van rebre tots dos la regió d'Àtica, apropiada a la virtut i intel·ligència per naturalesa, implantant l'ordre constitucional en l'ànima d'homes bons (la qual cosa ratificaria que ens trobem davant el germen d'una nova societat tutelada a si mateixa, sense la intervenció directa dels déus).
La tradició d'aquesta humanitat primigènia s'ha perdut a causa de la destrucció gradual dels seus hereus i al temps transcorregut, conservant els seus noms sense els seus fets correlatius, tal com van ser nomenats pels sacerdots a Soló:Cècrops, Erecteu, Erictoni, Erisícton.

#### Descripció geogràfica (110c-111d)
Aquesta regió l'habitaven ciutadans que es dedicaven a l'agricultura ia l'artesania, i separats d'ells, segons el desig dels homes divins, hi havia els guerrers, que vivien organitzats socialment de manera que els béns eren propietat comuna i es feia innecessària qualsevol forma d'Estat.
Les seves fronteres geogràfiques arribaven a l'Istme i, en la resta de terra ferma, fins a les cimeres del Citeró i el Farnés, baixant el límit amb la Oròpia a la dreta i vorejant a l'esquerra el Asop des del mar.
Destacava més per la gran qualitat de la terra així com per la consegüent quantitat en la seva producció agrícola i ramadera.
Llavors, quan encara la terra no s'havia erosionat a partir de les múltiples inundacions esdevingudes al llarg dels 9.000 anys transcorreguts (amb el que Crítias pressuposa noves inundacions afegides després de l'enfonsament de l'Atenes primigènia, tal com es relata a Timeu 25C-d), es podien albirar muntanyes coronades d'extensos boscos i alts arbres de gran utilitat. També les planes ressaltaven per la feracitat de la seva terra, ia causa precisament a ella, el ric cabal d'aigua amb què Zeus proveïa anualment a tota la regió quedava emmagatzemat, de manera que canalitzant des de les altures a les diverses cavitats subterrànies servia de font a fonts i rius, tal com testimonien els llocs sagrats que han perdurat des de llavors.

#### La ciutat (111e-112e)
En aquells dies, l'Acròpoli (o lloc més alt i fortificat de les ciutats gregues) es caracteritzava per estar coberta de terra i en ser plana a la part superior, a diferència del seu estat actual, totalment erosionat i al descobert degut als dos diluvis esdevinguts després de la destrucció de l'Atenes primitiva (el de Deucalió i un altre anterior). 

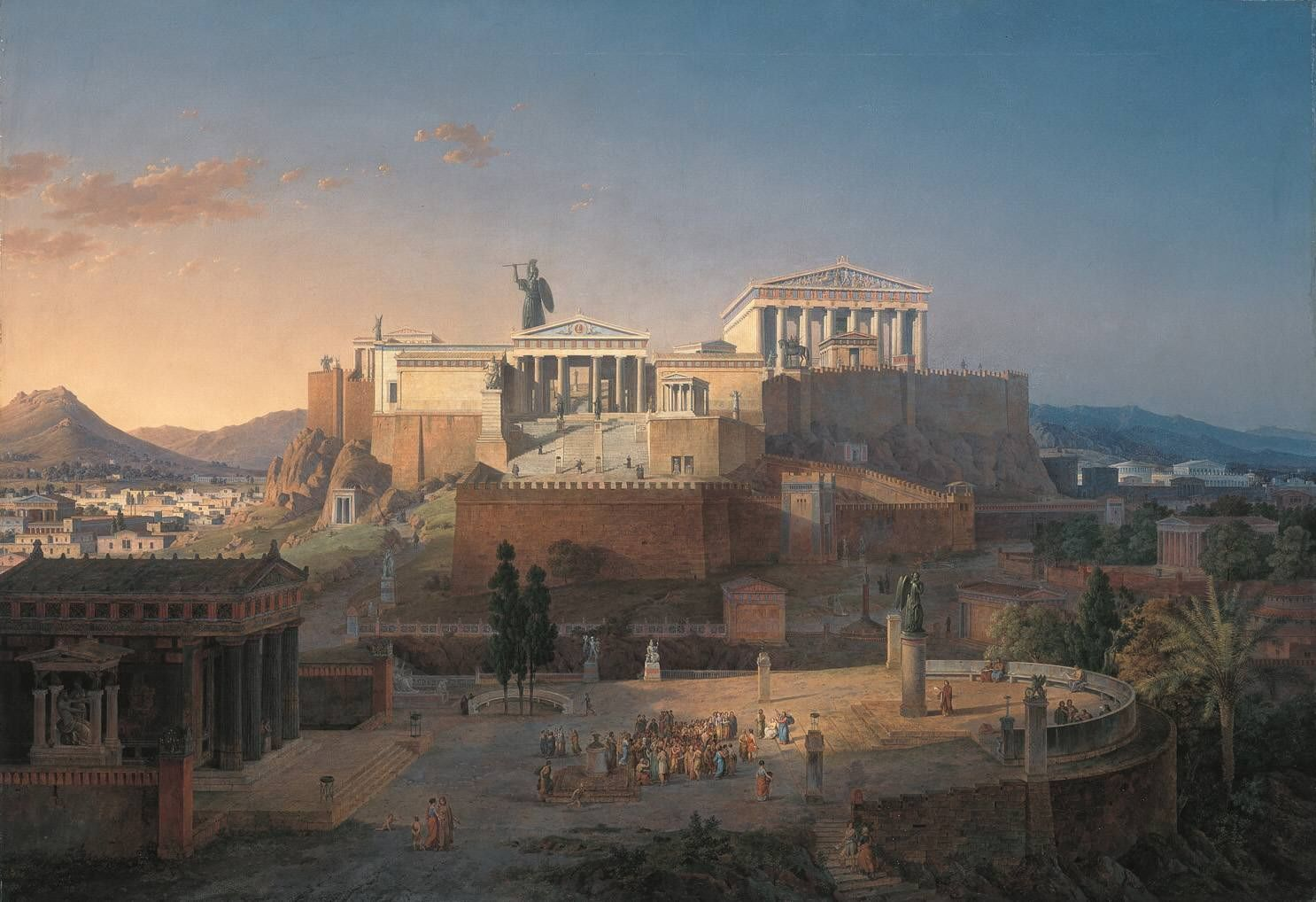
Acròpolis.

La seva mida «arribava fins al Erídan i el Iliso i incloïa en el seu interior turó Pnyx amb el turó Licabet com a límit del costat oposat del Pnix».
Camperols i artesans s'ubicaven circumdant vessant exterior per tal de treballar la proximitat dels camps, mentre l'estament dels guerrers es trobava a la part nord de l'Acròpoli, al voltant del temple d'Atenea i Hefest.
Tota construcció de la república comuna es caracteritzava per l'absència d'or i plata, donat l'innecessari del seu ús en pretendre la recerca de la virtut en el terme mitjà que separa la prepotència de la pusil·lanimitat. Les cases a les que habitaven eren l'ordre i la semblança d'estat entre els seus immediats descendents.
Al sud de l'acròpoli, reservada per a la seva ocupació estival, es trobaven jardins, gimnasos i llocs per al menjar comú.
Es caracteritzava també el lloc per una font que proporcionava tant abundància com temprança independentment de l'estació en què es recorre al seu ús, i de la qual només romanen petits brolladors.
Els seus habitants tenien cura dels seus conciutadans i la resta dels grecs els consideraven els seus guies per atribució pròpia, limitant constantment el nombre d'homes i dones adults de vint mil.
Sent això així, ressonaven els ecos de la seva famosa bellesa corporal i de l'excel lència de les seves ànimes per tot Europa i Àsia, no trobant-se exemple semblant en aquell temps distant.

### III. L'imperi Atlàntida (113-120d)
((AP|Atlàntida)) 

#### De per què la utilització de noms grecs per als atlants (113-b)
El motiu de denominació grega sobre l'home bàrbarté en origen la investigació que va realitzar Soló sobre el significat dels noms per tal d'utilitzar el relat en la seva obra poètica. Després de descobrir la traducció efectuada pels antics egipcis a la seva pròpia llengua, ell va fer el mateix pel que fa a la grega.
(Crítias finalitza la seva introducció esmentant que els documents sobre els quals fonamenta el seu discurs ja es trobaven en poder del seu avi. Romanien en la seva propietat en el moment de l'exposició i ell es va ocupar d'ells des de la seva infància.) 

#### Descripció geogràfica, assignació aPosidó(113-115C)

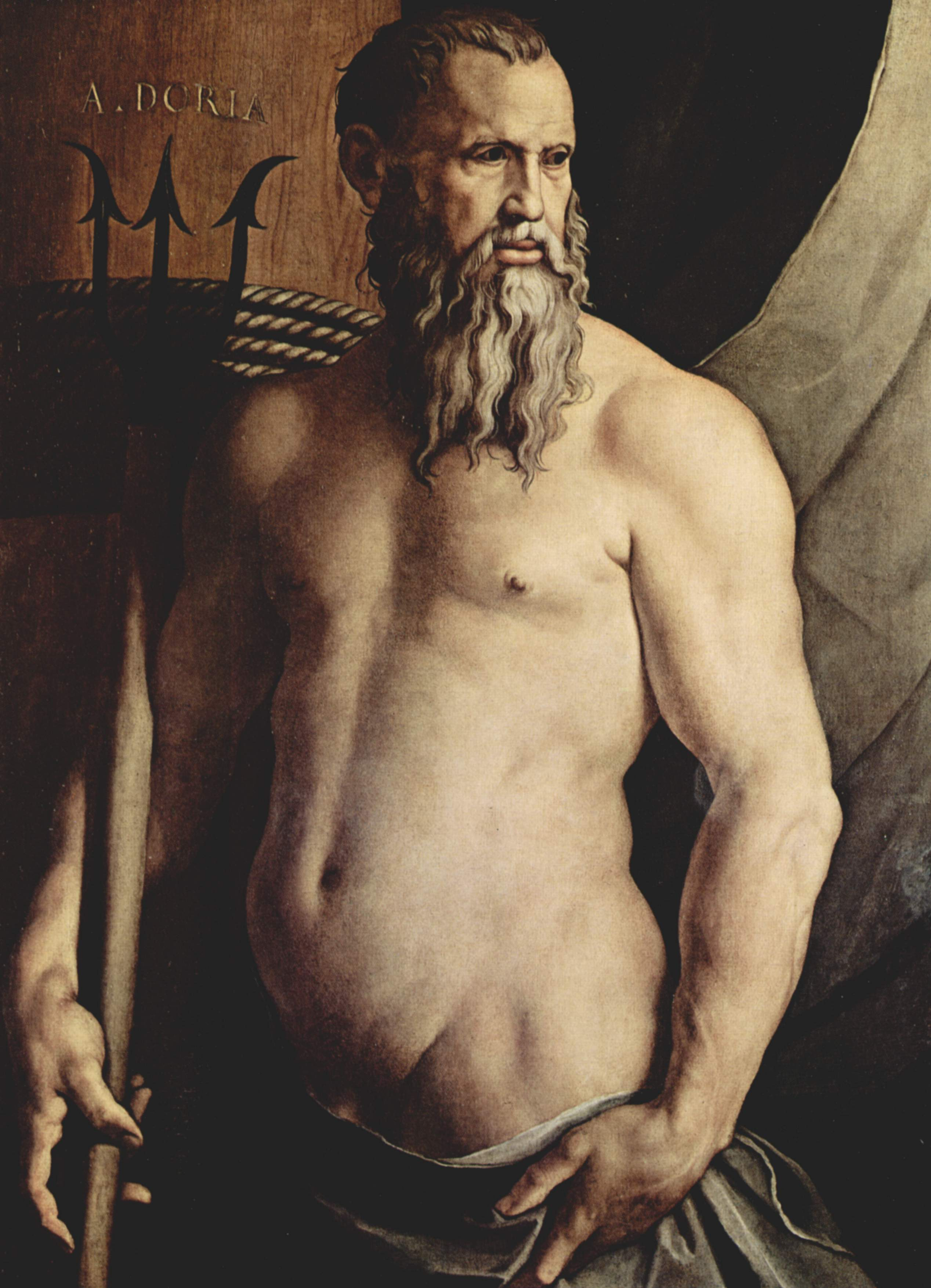
Posidó.

Serà Posidó en qui recaigui l'adquisició de l'illa de l'Atlàntida, poblat de la seva unió amb una dona mortal, Clito.

##### Descripció de l'Atlàntida
El centre de l'illa es caracteritzava per la presència de la més bella plana dirigida al mar. El seu centre, al seu torn, era ocupat per una plana muntanya distant cinquanta estadis de l'oceà. Hi vivien Evenor, home nascut de la terra, i Leucip, la seva dona, dels que va néixer la seva única filla, Clito.
Al créixer i disposar en edat la possibilitat de trobar pretendent, els seus pares van morir. És en aquesta ocasió quan Posidó la desitja, unint-se a ella i preservant dels homes del món exterior per la creació d'anells alterns de terra i mar que la van aïllar al turó central en què es trobava.
En concret, i partint sempre de la seu central, es comptabilitzaven en nombre tres anells de mar alternant concèntricament amb dos de terra, de menor a major dimensió, i tots creats a idèntica distància, es prengués com a punt de referència el que es volgués.
En aquells dies, la navegació era encara inexistent.
Fent ús de la seva condició divina, va organitzar la recentment creada illa central a partir de dues fonts d'aigua calenta i freda que va fer emergir del subsòl, i per la diversitat d'aliments que va disposar a partir de la fecunda terra.
Trobant tot disposat d'aquesta manera, va engendrar «cinc generacions de bessons homes», dividint consecutivament l'illa sencera de l'Atlàntida en deu parts, i lliurant al primogènit la llar matern així com la part que es trobava lligada a ell, la major i millor de totes elles, per finalment nomenar rei.
A la resta dels seus germans se'ls va distribuir el govern de totes les altres parcel de terra, i en gran nombre tant els homes governats com l'extensió de cada regió assignada.

##### Noms

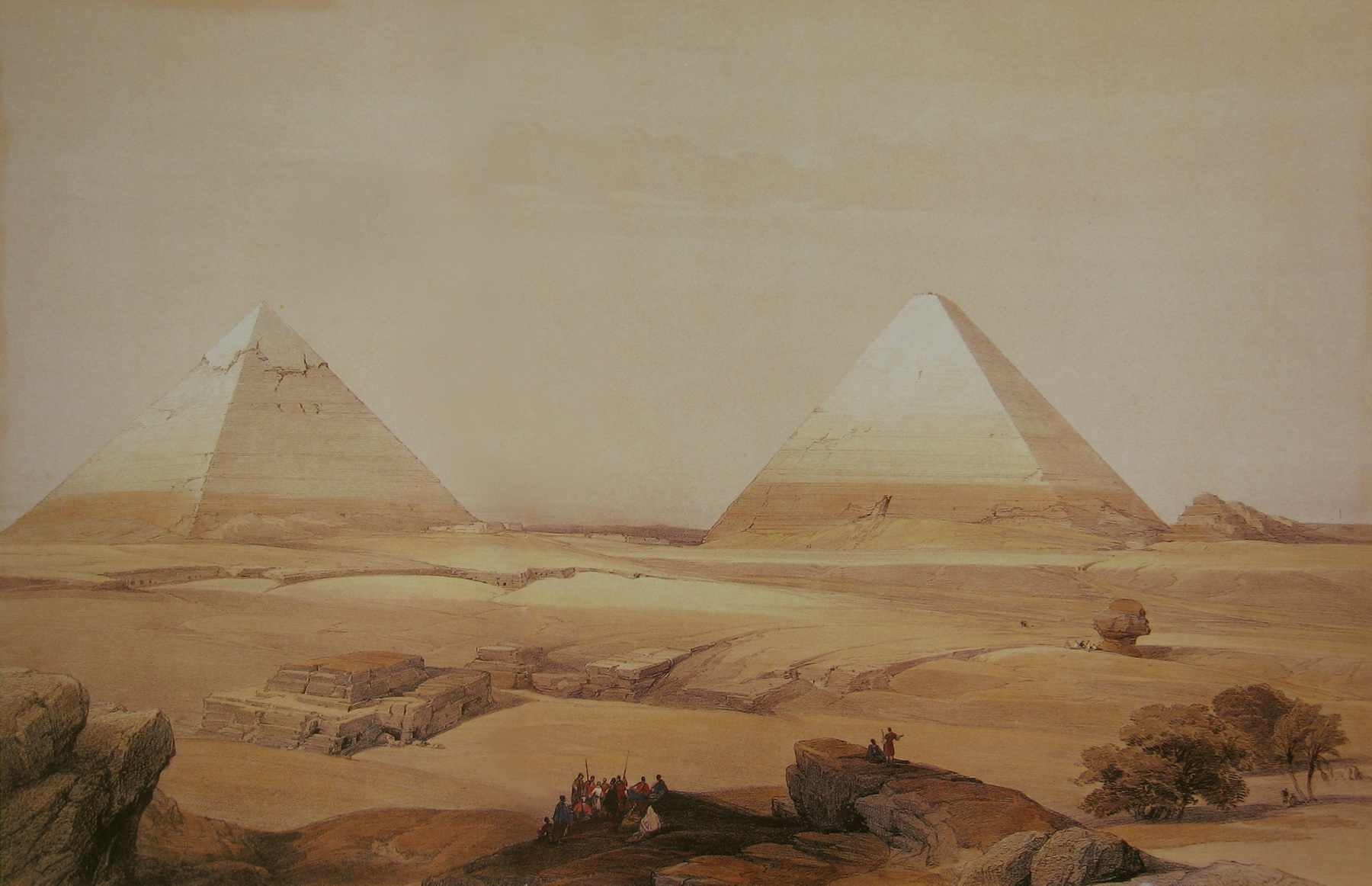
Piràmides d'Egipte, litografia de David Roberts (1796-1864). Abast de l'imperi Atlàntida en el seu extrem oriental.

Els noms assignats a les cinc generacions de bessons homes van ser els següents:
1. A primogènit, que es va convertir en rei, Posidó el va anomenar Atlant o Atlas, del qual derivaran tant la denominació de l'illa, Atlàntida, com la de l'oceà que l'envolta, Atlàntic.[14] Al bessó de l'anterior, nascut en segon lloc, el va cridar a grec Eumelus, Gadir com a nom original. Governava l'extrem de l'illa que s'estén des de les Columnes d'Hèrcules fins a la regió anomenada per derivació del seu propi nom Gadir.
2. Al següent parell de bessons nascuts per ordre de successió dels cridar Anfer i Evemo.
3. Als tercers, i també per ordre de naixement, els va nomenar Mneseo i Autòcton.
4. Al quart parell de bessons, els va posar els noms de Elasipo i Méstor.
5. I, l'últim parell de germans, Azaes i Diáprepes.

Tant ells com els seus descendents van governar i enriquir tot l'imperi, pervivint llarg temps després, i arribant a estendre els seus dominis a altres illes atlàntiques fins a arribar al seu extrem oriental a Egipte i Etrúria.
A la nombrosa estirp d'Atlas sempre es transmetia la monarquia des del representant més ancià al major en la línia successòria, permetent així la seva preservació al llarg del temps.

##### Riqueses
La riquesa era de tal quantia i excel·lència que ni hi va haver ni serà fàcil trobar en el futur regnat algun que el superi en abundància. No només es proveïen gràcies a l'extensió del seu imperi sinó que també trobaven suficiència en la fertilitat i fecunditat de l'illa.
Es caracteritzava d'aquesta manera tant la mineria, que extreia amb facilitat tot aquell material que fos tant sòlid com fusible, incloent l'oricalc, en aquells dies el més valuós de tots ells, a més de l'or, com la frondositat dels boscos, que proporcionaven el necessari tant als fusters com a les necessitats de qualsevol animal que els habités.

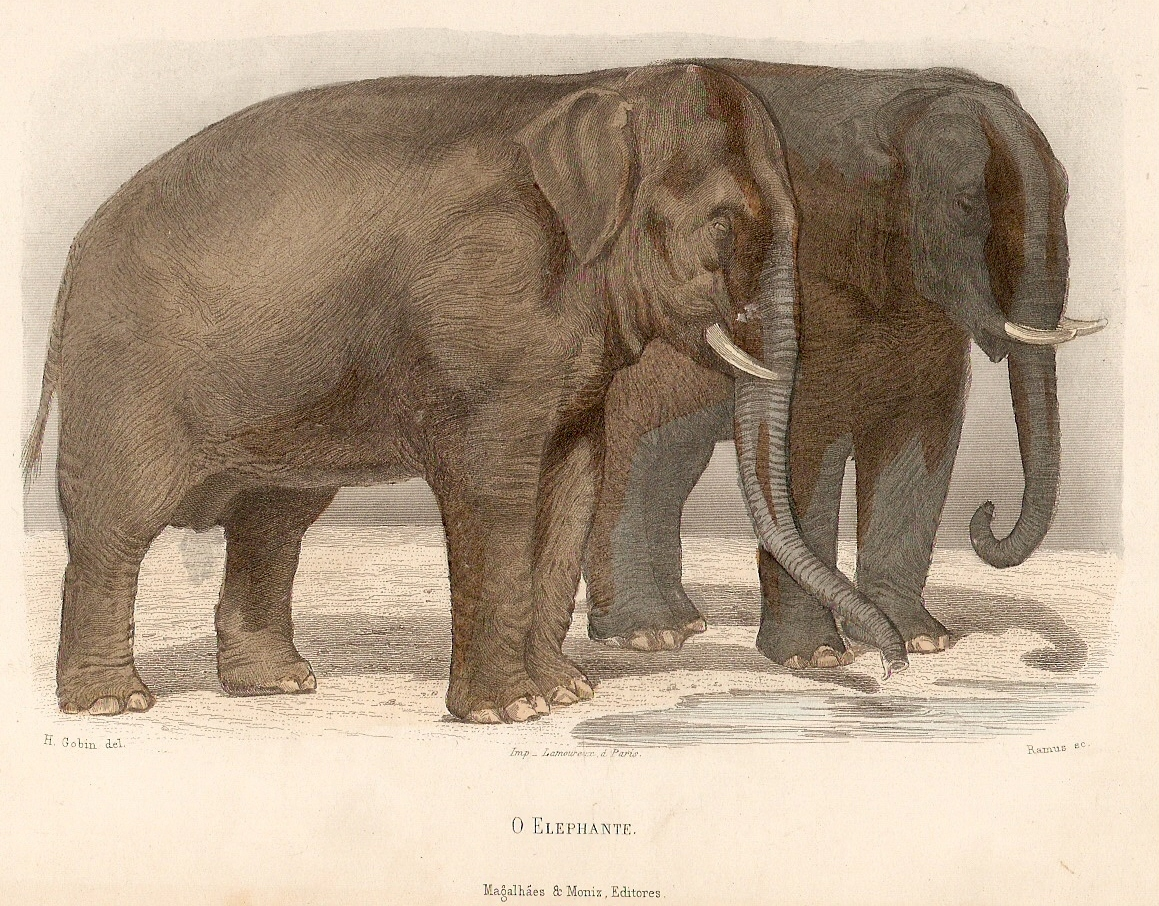
L'elefant com animal més nombrós a l'Atlàntida.

Idèntica il·lusió es podia fer si esmentaré l'espessor i disponibilitat dels pantans, llacunes i rius, així com de les muntanyes i planes.
En tots els emplaçaments, la causa d'això, ressaltava en nombre la raça dels elefants, en ser l'animal més gran i el que en major mesura s'alimenta.
Tot el fragant era ben representat per la natura:arrels, fullatge, fusta, sucs florals o fruiters destil·lats.
També llegums i tota beguda, menjar o olis d'origen vegetal, així com el fruit dels arbres fruiters, i aquells postres amb els que tractem d'alleujar l'ànima del malalt.
Era «l'illa divina», la qual en aquells dies es trobava sota el sol, la que generava tot això en bellesa i massa.

#### L'acròpoli (115C-117e)
La disposició de l'Acròpoli, la seva ciutat principal, així com la dels seus voltants i la resta de la regió seria la manera següent.
En primera instància, i per tal de comunicar el palau real de la metròpoli amb l'oceà, van aixecar diversos ponts que salvaven les distàncies creades pels circumdants anells de mar. S'ubicarien des del principi aquest palau a l'edifici de Posidó i dels seus progenitors.
Posteriorment, i en aquest cas des de l'extrem oposat, és a dir, a partir del mar, cavaria un extens canal en direcció a la metròpoli, les mesures serien les següents:
1. Tres-cents peus d'amplada.
2. Cent peus de profunditat.
3. Cinquanta estadis de distància fins al primer anell exterior de mar, és a dir, el més ample.

A tall de desembocadura, l'entrada de l'oceà al canal semblava a un port, on podien accedir fins als vaixells més grans.

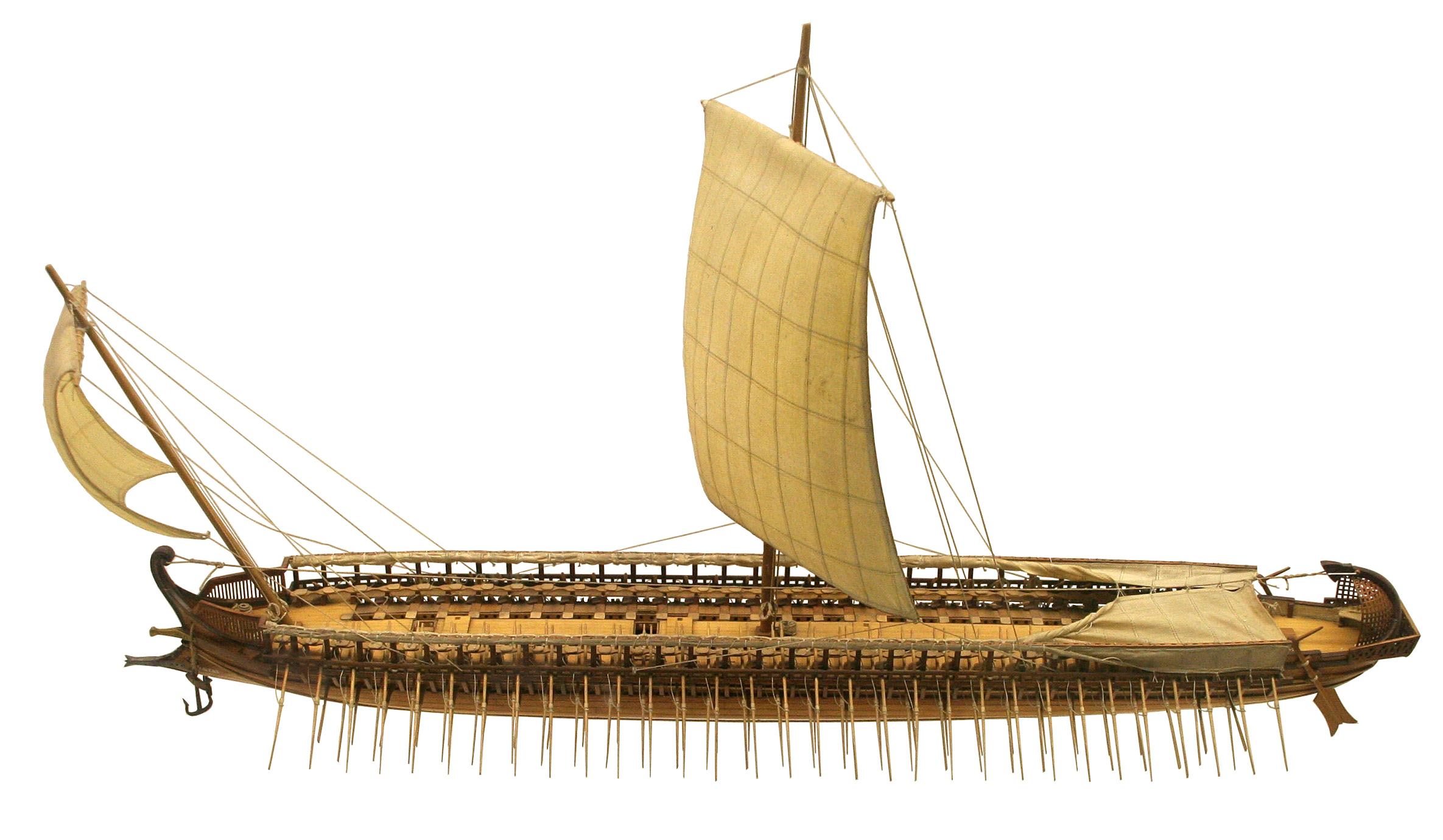
Trirrem grec.

Continuant en la mateixa direcció establerta per la línia que uneix el canal amb els ponts inicialment aixecats, procedirien al seu torn a l'obertura dels dos anells de terra circumdant que alternaven amb els tres de mar. La quantia d'aquesta operació va quedar establerta per la grandària d'un trirrem, i després coberta la part superior en arribar a una alçada superior a la del nivell del mar.
Les mesures respectives dels cinc anells i l'illa central eren les següents:
1. Els dos anells grans, tant el de mar com el de terra, feien tres estadis d'ample.
2. El següent parell d'anells menors mesuraven ambdós dos estadis d'ample.
3. L'últim dels anells un estadi.
4. I l'illa central cinc estadis de diàmetre.

El primer anell major de mar va ser negat l'aigua oceànica a través d'un canal.
En total, i comptabilitzant tant l'illa central com la porció de terra confrontant amb l'Atlàntic, van ser set les subdivisions circulars en què va quedar distribuïda aquesta regió de l'Atlàntida.
Una muralla de pedres envoltava l'illa central, la zona anellada i el pont, el qual feia cent peus d'amplada, afegint torres i portes a cada costat dels ponts en els passatges de la mar. La pedra va ser extreta tant de l'interior de l'illa com dels terrenys anellats, que és de color blanc, negre i vermell. Després d'aquesta extracció aixecar dàrsenes buides dobles al seu interior i el seu sostre d'idèntic material. Existien cases d'elaboració simple, mentre que altres ressaltaven per la seva bellesa i colorit, a més de convidar a l'esbarjo, en haver inclòs com a material de revestiment el mosaic tricolor d'aquest mineral.
Van disposar al seu torn el recobriment de les muralles en tota la seva extensió, diferenciant unes de les altres pel material emprat:
1. Sobre la muralla de l'anell exterior aplicar ferro.
2. Sobre la de l'anell interior cassiterita.
3. I sobre la muralla que envoltava l'acròpolis oricalc, en incloure entre les seves propietats el fulgor i la brillantor de la divinitat.

##### El palau
La disposició del palau a l'interior de l'acròpoli pot ser descrita de la manera següent:
Al centre es trobava el temple de Clito i Posidó, envoltat d'una tanca d'or i inaccessible a qui volgués endinsar-se en ell. Es considerava el lloc on va ser originat i engendrat tot el llinatge real, i que, anualment s'enviaven com a tribut i ofrena des de les deu regions de l'imperi els fruits de l'estació.

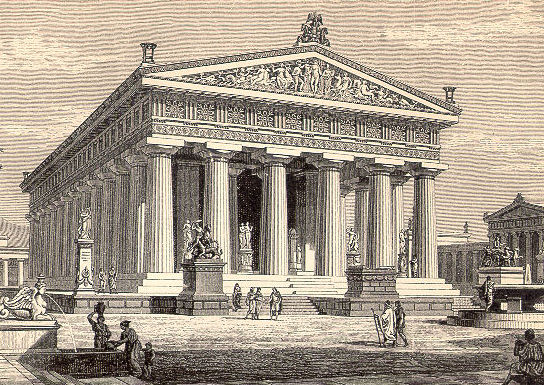
Reconstrucció de l'antic temple grec a Posidó a Paestum, Itàlia.

També presidia el lloc un temple a Posidó les mesures eren les següents:
1. Longitud:un estadi.
2. Amplada:tres-cents peus.
3. Alçada:proporcional a les dues mesures anteriors.

L'exteriorestava completament recobert d'argent, excepte les cúpules, les quals refulgia d'or.
A l'interior, en canvi, predominava el revestiment d'oricalc, i la sostrada 1 calidoscòpic espectacle multicolor nascut de la unió entre l'ivori, l'or, la plata i el mateix oricalc.

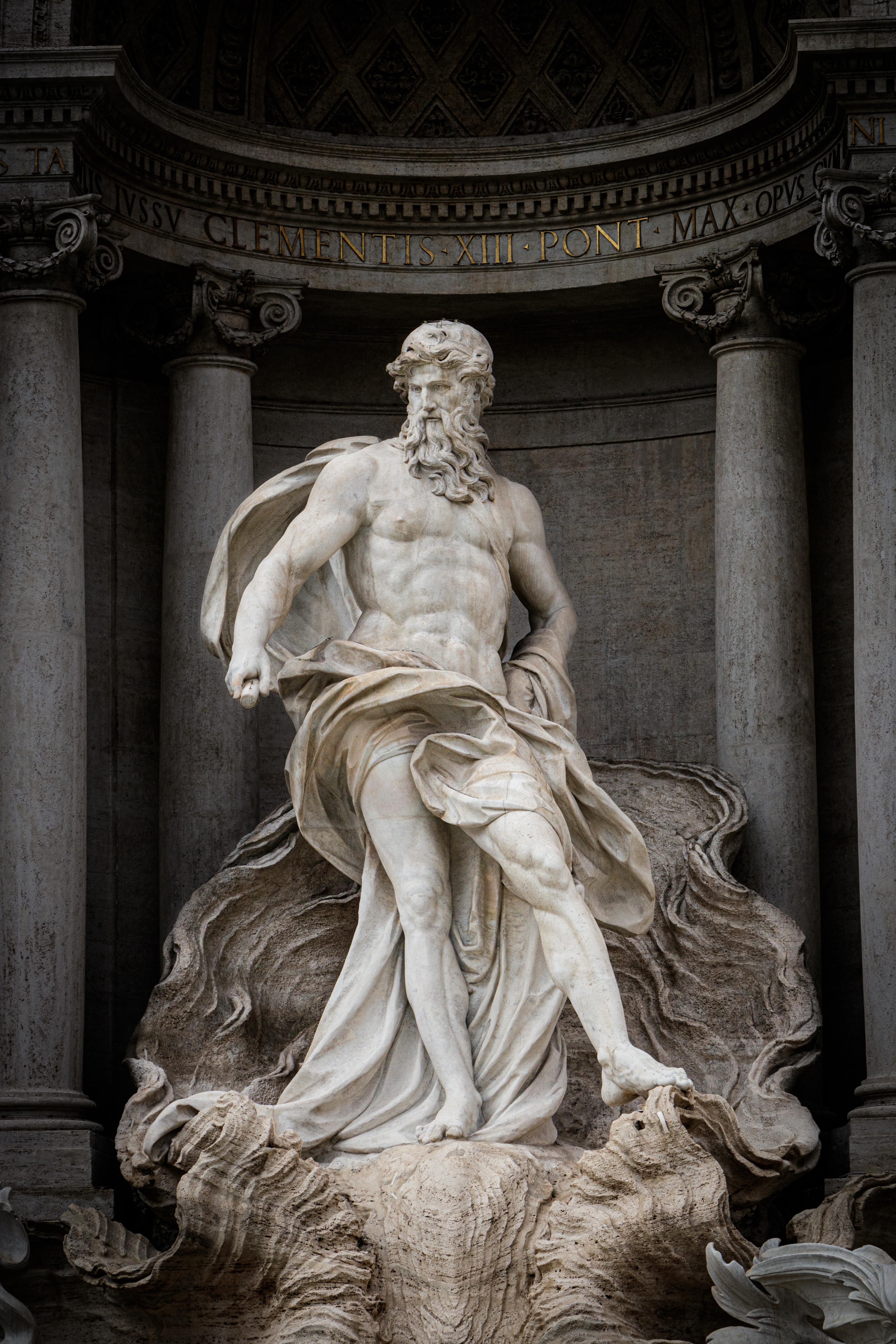
Neptú, Fontana de Trevi, Roma.

Totes les nits es trobava plena de diverses imatges d'or, moltes d'elles ofrenes de particulars, ressaltant entre totes la grandiosa estàtua de Posidó, de peu sobre un carro subjectant les regnes de sis cavalls alats, i envoltat per cent Nereides en dofins.
De la mateixa manera es trobaven a l'exterior estàtues d'or en gran nombre, pertanyents igualment tant a la reialesa com a particulars autòctons o estrangers provinents de les regions circumdants.
Hi havia al seu torn un altar acord en grandesa i excel·lència al temple anteriorment descrit.
D'altra banda, es va establir una adequació del palau a les característiques de l'imperi així com a l'ordenament al voltant del temple. D'aquesta manera, les excel·lents i quantioses fonts d'aigua freda i calenta van poder ser aprofitades a partir de la construcció d'edificis, la plantació d'arbres compatibles amb la qualitat de les aigües, l'edificació de cisternes i cobertes hivernals per al bany calent, així com les que diferenciaven un ús real, privat o públic, en exclusivitat per a la dona, o destinades als cavalls i resta d'animals de tir.
Encaminar el corrent d'aigua cap al bosc sagrat de Posidó, i degut a això la frondositat i alçada dels arbres que hi creixien així com la varietat i bellesa presenciades.
Ja fora de la metròpoli, l'aigua recorria la distància que la separava feia els anells exteriors a través de canals disposats en els ponts allà línies.
A més del que descrit fins ara, van ser construïts nombrosos temples, jardins i gimnasos, així com diverses estades per a cavalls, al llarg dels dos anells terrestres, sobresortint sobre el major d'ells un hipòdrom d'un estadi d'ample. La seva ubicació independent així com la seva àmplia extensió permetia als cavalls expressar lliurement la seva naturalesa.

##### La guàrdia
Al voltant de l'hipòdrom es dispersaven nombroses estades pertanyents a la majoria dels guardians, i es determinarà en funció del grau de la seva fidelitat la proximitat de les mateixes a l'acròpolis. D'aquesta manera, als que més mostres de virtut dispensaven se'ls atorgava el privilegi de conviure circumdant als reis, o com a mínim residir a l'anell menor, més intern i proper a palau.
Els drassanes contenien trirrems i diverses embarcacions en gran nombre, a més de tot el necessari perquè la navegació fos possible.
Finalment, i partint des palau en direcció al mar, en travessar els tres ports existents, una muralla s'estenia en cercle a cinquanta estadis de l'anell major més extern i del seu port, tancant-se a la desembocadura del canal a l'oceà. Tota la zona es trobava densament poblada. L'entrada del mar i el port més gran es caracteritzaven per vessar en embarcacions i comerciants, vinguts tant de regions properes com distants, amb la conseqüent i constant algaravia que sense cap impediment es manifestava de dia i de nit.

#### Resta del país (117e-118e)

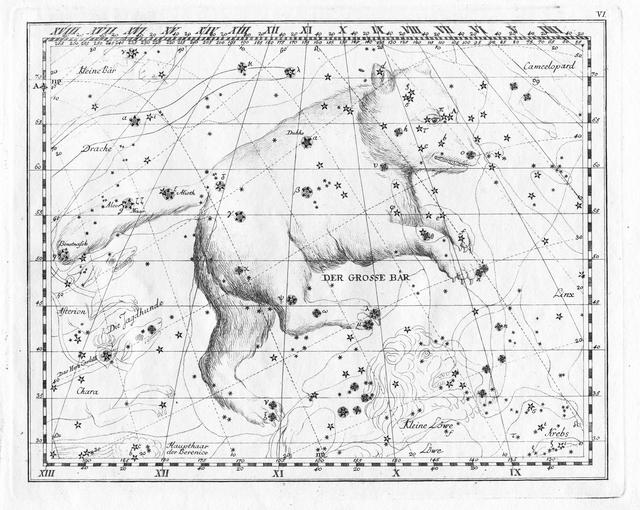
Representació de la Constel·lació de l'Ossa Major, de Johann Elert Bode (1782).

De la resta de la regió es recorda l'aspre i escarpat pendent que podia visualitzar des de la perspectiva marítima, massa elevada i, per tant, perillosament intransitable. No obstant això, per poc que s'elevarà la vista sobre la ciutat, podia contemplar una extremada i suau plana que l'envoltava, limitada al seu torn per diverses muntanyes que donaven a morir al mar. La seva forma era oblonga, i les seves dimensions tres mil estadis d'una banda, i 2.000 al centre des del mar cap amunt. La seva localització es prestava a encarar el vent sud, estant protegida per tant del vent nord, i donant l'esquena a la constel·lació de l'Ossa Major.
En aquells dies es vanagloriava la majestuositat, bellesa i nombre de les muntanyes circumdants, en no tenir cap equiparació amb la resta de les presents. Albergaven i donaven aixopluc a diverses aldees i també a cabalosos rius i llacs, frondosos prats i boscos variats en quantitat i espècies, cobrint amb suficiència totes les necessitats humanes i animals, ja fossin aquests domèstics o salvatges.
La naturalesa, unida al temps i l'esforç procedent de la dedicació de molts regnats, havia transformat la plana de la manera.
Es conformava originalment en tota la seva extensió pràcticament com un quadrilàter rectangular, i corregit el que faltava per a aquest acord per mitjà d'una fossa cavada al seu voltant, les excepcionals mesures van ser, segons escoltem, les següents:
1. Profunditat:cent peus.
2. Ample:un estadi.
3. Longitud:deu mil estadis.

Rebia els corrents d'aigua que baixaven de les muntanyes, arribant a la ciutat per ambdós costats de la plana, i fluint finalment al mar.
Havien construït al seu torn canals paral·lels de cent peus d'amplada que discorrien rectes al llarg de la plana en la mateixa direcció al mar, habilitant comunicacions transversals entre ells, que distaven cent estadis entre si, i alhora amb la ciutat.
Per baixaven la fusta de les muntanyes a la ciutat i proveïen mitjançant embarcacions la resta de productes estacionals.
La terra era collida dos cops l'any:
1. A l'hivern, en proveir Zeus l'aigua necessària.
2. I a l'estiu, a l'aprofitar l'aigua canalitzada que procedia de la terra.

#### Organització militar (118e-119b)
La plana comptava al seu torn amb una distribució per districtes, sent assignat un cap en aquelles que disposessin d'un nombre suficient de guerrers.
Les diferents mesures corresponents a la plana i els seus districtes eren les següents:
Pel que fa al nombre de districtes:
- Plana:dividida per acanalat a sis-centes parcel.
- Parcel:cada parcel comptava amb cent districtes.
- Total:seixanta mil districtes.

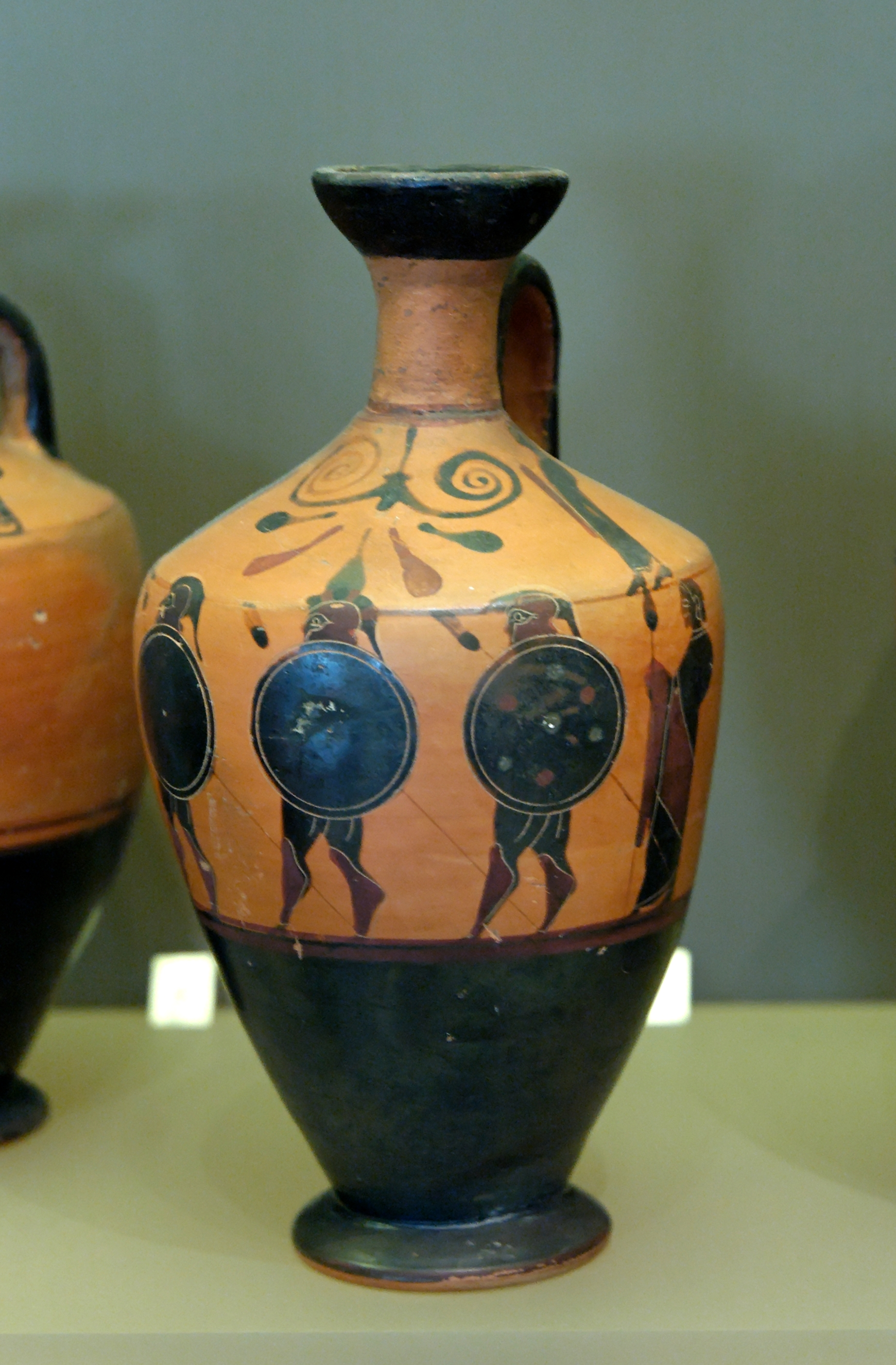
hoplites. Lecit àtic de figures negres, 510-500 aC, trobat a la Sala Consilina.

Pel que fa a la mesura de superfícies:
- Plana:sis milions d'estadis al quadrat.
- Parcel:deu mil estadis al quadrat cadascuna.
- Total:cent estadis al quadrat per districte.

Pel que fa a la quantia d'habitants procedents de la muntanya i de la resta de la regió era considerada incalculable en nombre, ponderant això sí, una distribució de tots ells al llarg i ample de cada districte, i li serà assignat un cap segons les zones i les llogarets.
En cas de guerra estava establert que cada cap aportés les següents forces terrestres i navals:
1. La sisena part d'un carro de guerra fins a deu mil carros.
2. Dos genets a cavall.
3. Dos cavalls sense carro.
4. Un infant amb escut petit.
5. Un guerrer que lluita sobre el carro i condueix els dos cavalls.
6. Dos hoplites.
7. Dos arquers.
8. Dos foners.
9. Tres llançadors de pedres.
10. Tres llancers amb armament lleuger.
11. Quatre mariners per cobrir la tripulació de mil dues-centes naus.

Fins aquí queda exposada la disposició pel que fa a la guerra a la ciutat real. Diferent era la distribució en els nou regnes restants, el que comportaria un temps excessiu en el seu relat i descripció.

#### Govern i lleis (119c-120d)
El govern de l'imperi Atlàntida estava regit pels deu reis, que regulaven i aplicaven les lleis sobre la població d'homes de cada regne, incloent el càstig i la mort si així era requerit.
Els fonaments en l'administració de la jurisdicció real i de govern naixien de les disposicions establertes originalment per Posidó, recollides pels primers reis i plasmades en una Columna d'oricalc en forma de constitució i lleis.
Es custodiava aquesta herència al Temple de Posidó situat a l'illa central, just on es reunien habitualment cada cinc o sis anys, per honorar el parell i el senar.
En aquestes reunions es deliberen els assumptes acords a la seva posició, revisant i assenyalant tot allò que infringeixen la constitució i les lleis, amb vistes a un judici conseqüent.
Tot veredicte era precedit per les següents garanties donades entre ells:

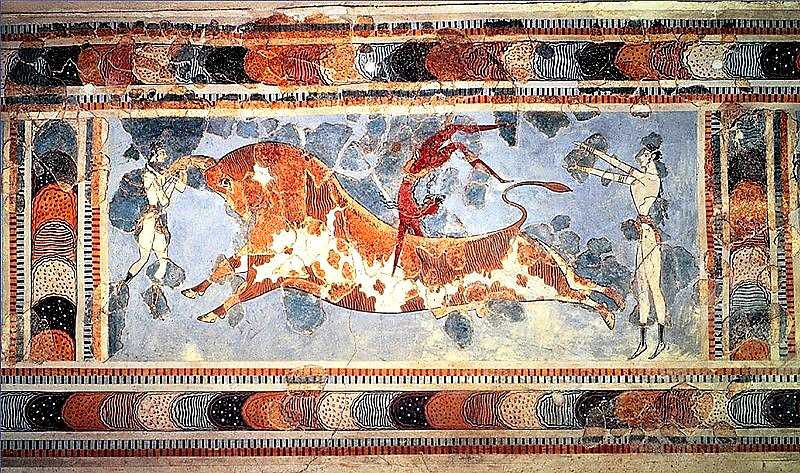
Fresc procedent del Palau de Cnossos amb la representació d'una escena ritual amb un toro.

Suplicaven a Posidó que triés a manera d'ofrena sacrificial un toro dels molts que es passejaven solts per la seva temple.
A continuació, els deu reis procedien a caçar-lo amb fustes i xarxes, conduint i degollat a la mateixa columna per així fer vots per les lleis escrites.
S'incloïa en la mateixa columna un juramental costat de les lleis, generador de malediccions a qui les transgredeixen.
El sacrifici obeïa a les pròpies lleis, i oferts tots els membres de l'animal i omplint a continuació un crater a partir de deu coàguls de sang, un per cada un.
Després, es netejava la columna i es llançava la resta al foc. A efectes de libar sobre les flames recollien sang de la crater a partir de fonts daurades, jurant jutjar segons les lleis atorgades per Posidó i obeir només a aquell que així les administrés, castigant tant el que sigui infringit en el passat com el que és premeditada intencionadament en el futur.
Un cop arribés la nit i amaini el foc sacrificial, es vestien amb un bellíssim vestit color porpra, seient a continuació al costat de les brases.
Un cop s'hagués apagat el foc que envoltava el temple, procedien a jutjar mútuament, transcrivint els judicis en una tauleta d'or a l'alba, que utilitzaven d'ofrena al costat de les vestimentes.
També es contemplava com a llei especial més important, que no destruir uns als altres com cooperar entre tots davant de qualsevol eventual atac extern a l'estirp d'Atlante.
A més, els reis no podien condemnar a mort a cap parent mentre no s'aprovés per part de més de la meitat de la desena real.

### IV. Degeneració d'Atlàntida i càstig de Zeus (120d-121c)
El motiu pel qual la gran potència, les característiques acabem de descriure, va enviar el déu contra Atenes va ser el següent.
Durant moltes generacions van obeir les lleis divines, i així per la seva correspondència entre el déu i la seva pròpia naturalesa. Predominava el pensament grandiós i pur sobre tots els altres, afrontaven els avatars inevitables des de la virtut que conjuga suavitat i prudència, i minimitzaven les circumstàncies presents, suportant amb facilitat, com una molèstia, el pes de l'or. És per això que l'equívoc i la pèrdua d'autodomini resultaven absents en la seva quotidianitat, en no conrear ni el vici ni la riquesa, i que la via per tal deferència naixia de l'amistat unida a la virtut comú, sent l'honor de béns externs el mitjà pel qual se suscitava la pèrdua de la integritat d'ànim i la bondat de vida.
La prosperitat va romandre inalterada fins arribat el moment en què la seva part divina es va esgotar davant el predomini de l'humà, tantes vegades que es va barrejar amb els mortals. La perversió i la desvergonyiment van ser substitutes de la virtut, confonent la perfecció i la felicitat amb la injusta supèrbia i el poder.
| «                           | El déu de déus Zeus, que regna per mitjà de lleis, ja que pot veure aquestes coses, es va adonar que una nissaga bona estava disposada de manera indigna i va decidir aplicar un càstig perquè es fessin més ordenats i arribessin la prudència. Va reunir a tots els déus a la seva mansió més important, la qual, instal·lada al centre de l'univers, té vista a tot el que participa de la generació i, després de reunir-, va dir. | » |
| — Plató,Críties, 121b-121c. | |   |

## Sobre els motius del caràcter inconclús del Crítias
La major part del relat sobre l'Atlàntida esdevé al Crítias, considerant l'inici del Timeu una introducció al present diàleg, encara que des d'una perspectiva més àmplia es podria contemplar com un preàmbul a la trilogiacompleta planificada per Plató, i que va abandonar després elaborar part del Crítias.
La proposta d'un tercer diàleg, l'Hermòcrates, resulta evident al Timeu davant la promesa de Crítias que tots estarien inclosos en la participació i repartiment del treball plantejat, i també al Crítias en esmentar en la introducció, davant Sòcrates i l'auditori, la lusió quan li toqui a Hermòcrates prendre la paraula.
També s'estableixen les Lleis com reemplaçament al que Hermòcrates hagués exposat al tercer diàleg, com un tractament millor del mateix tema.
No obstant això, Plutarc, si Vida de Soló esmenta com a motiu del caràcter inconclús del Crítias no altres preocupacions, com el mateix Plató concreta, sinó la seva avançada edat, encara que sembla més una conjectura que una evidència.
| «                                   | Soló ja havia començat la seva gran obra sobre la història o la llegenda de l'Atlàntida, que va sentir als erudits de Sais i estava relacionada amb els atenencs, però desistir, més que per falta de temps, com diu Plató, per la vellesa, espantat per la magnitud del relat. Que tenia, per cert, bastant temps lliure el donen a entendre les següents paraules claus:em faig vell aprenent sempre moltes coses. I, ara em són grates les ocupacions de la Ciprogénea i de Dionís i de les Muses, que proporcionen plaers als homes. Com si es tractés del terreny abandonat d'un bonic camp, però que en certa manera li corresponia a ell per parentiu, Plató va aspirar a l'honor d'arreglar i acabar l'assumpte de l'Atlàntida i va envoltar el començament amb amplis vestíbuls, tancaments i estades, com cap altra història, mite o poesia alguna va tenir, però va començar tard, i va acabar la seva vida abans que l'obra, donant-nos motiu, en la mesura que més gust ens produeix el que està escrit, per tant més trobar a faltar el que va quedar per escriure. | » |
| — Plutarc, Vida de Soló, 31,6-32,2. | |   |